# 노동자

노동 참여율

노동자(勞動者, 영어: worker, 문화어: 로동자)는 사용자(使用者)에게 노동력을 제공하고, 노동을 한 대가로 임금을 지급받는 사람이다. 대한민국에서는 조선민주주의인민공화국과의 이념 대결을 하는 반공 자본주의 체제라는 특수성으로 인하여 정부수립 이래 '열심히 노동하는 사람"을 의미하는 근로자(勤勞者)로 지칭한다. 고용되는 사람이라는 뜻으로 피용자(被用者), 피고용인(被雇用人)이라고도 하며, 임금을 받고 노동한다는 의미에서 임금노동자 또는 임노동자라고도 한다. 반대로 노동력을 제공 받는 쪽을 고용주라고 한다.

## 개요
근로자는 근로 계약에 따라, 자신의 노동력을 고용주에게 제공하고, 그에 대한 대가로 급료를 받는 피고용자를 말한다. 육체노동자와 정신노동자 모두 노동자에 포함되며, 고용형태에 따라 정규직 노동자와 비정규직 노동자로 나뉘기도 한다. 근로기준법에서 말하는 근로자는 근로관계를 전제하고 있는 것이므로 현실적으로 타인에 의하여 결정되는 근로를 제공하지 아니하는 자는 근로자라 할 수 없다. 왜냐하면 근로관계가 없는 근로자는 근로기준법의 적용대상이 될 수 없기 때문이다. 그러므로 계약 명칭에 상관없이 근로자가 사용자의 지휘·감독하에서 노무를 제공함으로써 실질적인 사용종속관계가 존재하는 경우에는 근로기준법상의 근로자라 할 수 있다.

## 법률상 정의
- 직업의 종류를 불문하고 사업 또는 사업장의 임금을 목적으로 근로를 제공하는 자(대한민국의 근로기준법 14조)
- 직업의 종류를 불문하고, 사업 또는 사무소에 사용되는 자로서 임금을 받는 자(일본의 노동기준법 9조)
- 직업의 종류를 불문하고 임금·급료 기타 이에 준하는 수입에 의하여 생활하는 자(대한민국의 노동조합 및 노동관계조정법 2조, 일본의 노동조합법 3조)

근로기준법에서는 계약상으로 청부 또는 개인 사업주로 되어 있는 사람도, 실질적인 사용 종속 관계에 놓여 있다면 노동자로 본다.
노동조합법에서는 실업자도 포함되는 것으로 본다.
대법원은 사용 종속 관계를 아래의 기준에 따라 종합적으로 판단한다.
1. 근로의 내용
2. 취업규칙의 적용 여부
3. 근로시간의 구속 여부
4. 보수의 성격(임금이 근로의 대가에 의한 것인지 여부)
5. 비품, 원자재 및 기자재의 소유관계
6. 사회보험(고용보험, 산재보험, 건강보험, 국민연금) 적용 여부
7. 사용자의 구체적인 지휘 명령 여부
8. 근로자가 스스로 제3자를 고용하여 대체할 수 있는지 여부
9. 당사자의 경제적, 사회적 조건
10. 근로관계의 계속성
11. 사용자에의 전속성
12. 기본급이나 고정급 여부
13. 근로소득세 징수 여부

## 일고노동자
건설업과 같이 어느 시기에 어느 지점에서 작업을 집중적으로 하는 경우, 노동자를 정규적으로 고용하고 있다는 것은 비능률적이다. 이와 같은 경우는 운수업·농업·어업에도 어느 시기에나 일어나는 일이다. 그 경우 수개월내에 이동할 것을 전제로 하여 노동자를 하루단위로 고용하는 것이 능률적이다. 이와 같이 하여 고용된 자가 일고노동자(日雇勞動者)이다. 그들은 임시공 이상으로 이동성이 크다.

## 문화어의 표기
문화어의 맞춤법과 대한민국의 한글 맞춤법과의 두음 법칙 차이로 인해 문화어에서는 노동자를 로동자로 표기한다. 낱말의 의미도 조금 달라서, 문화어에서의 노동자는 농민을 포함한 모든 노동하는 사람을 가리킨다.

## 같이 보기
- 노동
- 노동법
- 근로기준법
- 노동조합
- 고용